# Camp Nou
Spotify Camp Nou (catalansk for "Spotify ny fodboldbane", på dansk ofte benævnt Nou Camp) er Barcelonas fodboldstadion i Catalonien, Spanien. Der er plads til 99.354 siddende tilskuere. Stadion er hjemmebane for FC Barcelona. Det er det største stadion i Europa. Dets originale navn "Estadi del Futbol Club Barcelona" er ordret oversat FC Barcelonas Stadion, selvom det populært bliver kaldt Camp Nou eller Nou Camp.
Modsat Camp Nou er Palau Blaugrana et stadion til indendørssport, og lige ved siden af det ligger Ice Rink, som er et stadion til isbaserede sportsgrene. Bagved stadion ligger et mindre stadion, som kaldes "Mini Estadi", hvor Barcelonas B-hold (andetholdet) spiller.

## Historie
Camp Nou er bygget mellem 1954 og 1957 er designet af arkitekterne Francesc Mitjans-Miró, Lorenzo García Barbon og Josep Soteras Mauri. Det kostede 288 millioner spanske pesetas at bygge. FC Barcelona vandt den første kamp på Camp Nou med 4-2, hvor Eulogio Martínez scorede det første mål på Camp Nou. Over 90.000 var til stede til denne åbningskamp.
Stadionet består af faciliteter som en memorabilia butik, mini baner til træningskampe og et særligt lille kapel, hvor spillerne kan bede inden en kamp. På stadionet ligger det mest besøgte museum i Catalonien, El Museu del Barça, som har omkring 1.200.000 besøgende hvert år. Museet blev indviet i 1984 af den daværende præsident for FC Barcelona Josep Lluís Nuñez. På museet kan der ses 1.420 ting om FC Barcelona's historie, hvoraf de 420 er trofæer.
Camp Nou har været vært for en del vigtige begivenheder udenfor fodboldområdet. Forskellige musikere har optrådt på stadionet. Nogle af disse er:
- Michael Jackson
- U2
- Pink Floyd
- Bruce Springsteen
- Artois
- Julio Iglesias
- Sting, Bruce Springsteen og the E Street Band, Youssou N'Dour, Tracy Chapman, Peter Gabriel og "El Último de la Fila" ved Amnesty Internationals koncert for menneskerettigheder
- De tre tenorer: Josep Carreras, Placido Domingo og Luciano Pavarotti
- Josep Carreras
- Lluís Llach

Paven Johannes Paul II prædikede for en folkemængde på over 120.000 på Camp Nou den 17. november 1982.
Indvielsesceremonien ved VM i fodbold 1982 blev holdt den 13. juni foran en menneskemængde på over 100.000. Ved denne lejlighed vandt Belgien over Argentina med cifrene 1-0.

## Renovering og udbygning
For at fejre Camp Nous 50-års jubilæum, har klubben bedt om tilbud fra internationale arkitekter, på et projekt til omdannelse af stadionet. Målet med denne omdannelse, er at få lavet stadionet til en integreret og meget tydelig del af bybilledet. FC Barcelonas ledelse har sat det mål at Nou Camp efter ombygningen skal kunne huse mellem 115.000-120.000. Stadionet kan nu huse 99.354 mennesker. Klubben vil endvidere gerne have at Camp Nou skal ligne Allianz Arena i Bayern, hvor Bayern München og 1860 München spiller deres hjemmekampe. I 2016 blev planerne for udbygningen fremlagt. Planerne inkluderede tilbygning af 47.000 kvm tag, samt et forøgelse af tilskuerepladserne til 105.000.[kilde mangler]